# The Bowling Balls
The Bowling Balls est un groupe belge de pop et de new wave créé en 1979 par Frédéric Jannin, Thierry Culliford, Bert Bertrand et Christian Lanckvrind.Le batteur était Dennis Ruffin rentré depuis lors dans sa Louisianne natale 

## Historique
Le groupe naît sur le papier en 1976, puisqu'il est l'un des éléments de la bande dessinée Germain et nous… que Frédéric Jannin et Thierry Culliford (fils de Peyo) publient dans le supplément Le Trombone illustré du Journal de Spirou: les ados s'y trémoussent sur la musique du groupe les Bowling Balls. Un gag récurrent de la BD concerne les tentatives des personnages pour enregistrer illégalement un concert du groupe.
L'idée de donner une substance au groupe de papier nait en 1978. Frédéric Jannin et Thierry Culliford s'entourent de Bert Bertrand (fils d’Yvan Delporte) et de Christian Lanckvrind. Tous vont incarner les frères Ball (Averell, Elton, Billy et Fernand Ball) dans une série de fausses interviews, de dossiers de presse bidon, de pochettes de disques fantômes, accompagnés de leur producteur, Jack Grodikski, pseudonyme de Peyo.
Un an plus tard, le 1er avril 1979, le premier 45 tours du groupe qui n'est presque plus un canular sort chez EMI. God Save the Night Fever est suivi, en avril 1980, par Visco Video. Le succès est au rendez-vous, spécialement lors de leurs passages délirants à la télévision belge.
Après quelques disques et quelques succès, l'aventure prend fin en 1983 avec la mort de Bert Bertrand qui se suicide à New York. Quelques mois plus tard, sort le LP First And Last Bowling Balls Album Pour The Same Price.
En 2004, sort une intégrale en double CD qui comporte notamment une reprise de You Don’t Know What It’s Like To Be Alone In The House par Marka.

## Discographie
- 1979: God Save the Night Fever (single, EMI)
- 1980: Visco Video / When you walk in the room (single & maxi, Ariola)
- 1981: You don't know what it's like to be alone in the house (single, Ariola)
- 1981: The Boys / The Girls (single, Ariola)
- 1983: First and the Last Bowling Balls album for the same price (Ariola)
- 1995: The greatest best of the Bowling Balls (CD, Ariola)
- 2004: For ever and never (CD, Vulcain Records)